# Браги, Стейнар
Стейнар Браги Гвюдмюндссон (исл. Steinar Bragi Guðmundsson; род. 15 августа 1975, Рейкьявик) — исландский поэт и прозаик.

## Биография
Окончил среднюю школу в Сюнде (MS) в Рейкьявике.
Изучал литературу и философию в Университете Исландии. Дебютировал книгой стихов в 1998.

## Произведения
- Чёрная дыра/ Svarthol, книга стихов (1998)
- Жидкое глазное яблоко/ Augnkúluvökvi, книга стихов (1999)
- Башня/ Turninn, книга прозы (2000)
- Ври, Буратино, ври/ Ljúgðu gosi, ljúgðu, книга стихов (2001)
- Беспокойные куклы/ Áhyggjudúkkur, роман (2002)
- Люди рассвета/ Sólskinsfólkið, роман (2004)
- Litli kall strikes again, книга прозы (2005)
- Выходы/ Útgönguleiðir, книга прозы (2005)
- Потрясающий секрет мироздания/ Hið stórfenglega leyndarmál Heimsins, роман (2006)
- Женщины/ Konur, роман (2008, номинация на Литературную премию Северного Совета)
- Небо над Тингветлиром/ Himinninn yfir Þingvöllum, роман (2009)
- Ката/Kata. роман 2014

## Признание
Книги Браги переведены на английский, французский, немецкий, шведский, норвежский, польский языки.